# 谢玛·哈拉夫
谢玛·哈拉夫（1991年1月1日—），埃及女子举重运动员，2015年非洲运动会女子75公斤以上级金牌得主、2017年伊斯兰团结运动会女子90公斤以上级金牌得主、2017年世界举重锦标赛女子90公斤以上级铜牌得主、2019年非洲运动会女子87公斤以上级银牌得主。